# Atletismo nos Jogos Pan-Americanos de 1983 - 100 m com barreiras feminino
A prova dos 100 m com barreiras feminino nos Jogos Pan-Americanos de 1983 foi realizada em Havana, Cuba.

## Medalhistas
| Ouro                                 | Prata                         | Bronze                 |
| Benita Fitzgerald USA Estados Unidos | Kim Turner USA Estados Unidos | Elida Aveillé CUB Cuba |

## Resultados
| Posição           | Nome               | Nacionalidade      | Tempo | Notas |
| ----------------- | ------------------ | ------------------ | ----- | ----- |
| Medalha de ouro   | Benita Fitzgerald  | USA Estados Unidos | 13.16 |       |
| Medalha de prata  | Kim Turner         | USA Estados Unidos | 13.39 |       |
| Medalha de bronze | Elida Aveillé      | CUB Cuba           | 13.41 |       |
| 4                 | Grisel Machado     | CUB Cuba           | 13.41 |       |
| 5                 | Sue Kamel          | CAN Canadá         | 13.45 |       |
| 6                 | Karen Nelson       | CAN Canadá         | 13.67 |       |
| 7                 | Beatriz Capotosto  | ARG Argentina      | 13.74 |       |
| 8                 | Juraciara da Silva | BRA Brasil         | 14.05 |       |